# Kantor walutowy

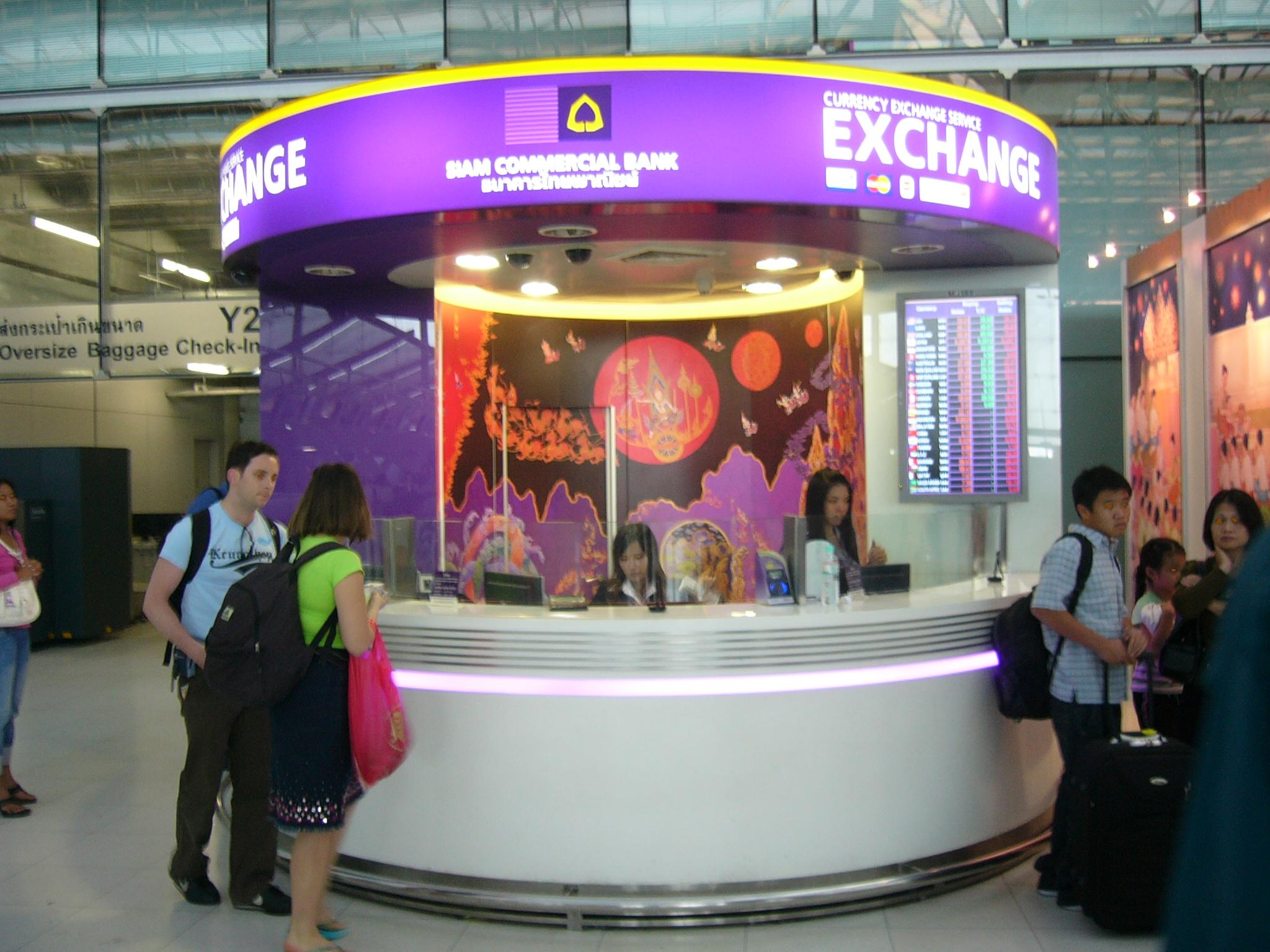
Kantor walutowy w porcie lotniczym Bangkok-Suvarnabhumi w Tajlandii

Kantor walutowy (fr. Bureau de change) – przedsiębiorstwo specjalizujące się w wymianie walut. Także miejsce, gdzie dokonuje się wymiany walut.
Zgodnie z ustawą Prawo dewizowe działalnością kantorową jest regulowana działalność gospodarcza polegająca na kupnie i sprzedaży wartości dewizowych oraz pośrednictwie w ich kupnie i sprzedaży.
Często kantory znajdują się na przejściach granicznych, dworcach kolejowych, lotniskach itp. Usługi wymiany walut są także oferowane przez kantory internetowe oraz banki.